# بانزرووفمينا إل

رسم توضيحي للهيكل الداخلي لسلاح PWM L

سلاح (Panzerwurfmine L) و يسمى PWM lang وهو سلاح ألماني من زمن الحرب العالمية الثانية و قد طور بواسطة الجيش الألماني لاستخدامه في فرق خاصة تسمى
فرق المشاة القاتلة للدبابات وهو قنبلة مضادة للدبابات Anti-Tank grenade يمكن أن يحمل ويستعمل من رجل واحد فقط وكان 
هذا السلاح هو صورة متخصصة من القنابل المضادة للدبابات ويستخدم رأس هجومي أجوف ليدمر درع الدبابات وللتأكد من أن الرؤوس
الحربية كانت حقا تواجه الدرع الهدف عندما تضرب الدبابة القنبلة وتم تجهيز القنبلة بذيل زعانف لأجل الاستقرار والتوجيه .

## طريقة الرمي
البانزرووفمينا إل كان يرمى بأسلوب خاص رأس القنبلة يملك جسم حديدي متصل بمقبض خشبي المستخدم يمسك بهذا المقبض ويسحب الغطاء من أسفل المقبض الخشبي ويحفظه خلف ظهره
مع وضع عمودي إلى الأعلى وعند أخذ الوضعية الصحيحة والجهوزية للرمي المستخدم يأرجح يده إلى الأمام ويفلت المقبض وفي الوقت الذي 
تكون القنبلة في الهواء تنكشف وتفتح الزعانف من المقبض الخشبي لتساعد على التوجيه والاستقرار في أثناء الرحلة الجوية للقنبلة 
يؤثر جسم كالمرساة على هذه الزعانف لتحافظ على موقع الاصطدام لتؤثر بقوتها القصوى حالما تضرب المدرعة ونلاحظ أن الشرح الذي
شرح سهل التطبيق ولكنه في الحقيقة ليس سهلا ليتقن بشكل تام وكان يتوقف استخدام المدى الأقصى المعقول للقنبلة على قوة وقدرة
الرامي وكانت لا تتعدى 30 م أو 32.8 ياردة في أفضل الأحوال وكان كثيرا أقل من ذلك والدقة تعتمد فقط بالممارسة والتدرب .

## وجهة نظر المستعملين الحقيقيين ( الجنود )
برغم من كل هذه السلبيات كانت بعض الفرق الخاصة لمواجهة الدبابات تفضل هذا السلاح ومقارنة بالأنواع الأخرى من القنابل 
المضادة للدبابات البانزرووفمينا كان أصغر وأخف و ملائم لاستخدام اليد وأيضا قوية بسبب الرأس المصنوع من مادة تي إن تي و PDX 
بقياسات متساوية وتزن 0.52 كغ أو 1.146 باوند وكل هذه الميزات كانت تؤكد اختراق الدروع حتى السميكة جدا من أغلب مدرعات
الحلفاء وأيضا لا تحتاج هذه القنبلة إلى الذهاب بقرب الدبابة المعادية لوضع القنبلة عليها مع كل المخاطر لمثل تكتيك كهذا 
و سلامة تم توفيرها للجندي بسبب عدة ميزات أخرى خاصة بالفتيل .

## الخصائص
- القطر : 114.3 مم
- الطول : 533 مم كلها بعد خروج الزعانف , 228.6 مم لطول الجسم، الزعانف 279.4 مم
- الوزن : الشامل 1.35 كغ، الرأس 0.52 كغ
- الفتيل يسمى : Aufschlagzünder 23 für